# بو ديكنسون
بو ديكنسون (بالإنجليزية: Bo Dickinson)‏ هو لاعب كرة قدم أمريكية أمريكي، ولد في 18 يوليو 1935 في هاتيسبورغ في الولايات المتحدة، وتوفي في 11 يونيو 2012.

## وصلات خارجية
- بو ديكنسون على موقع مرجع كرة القدم المحترفة.كوم (الإنجليزية)